# Organismo de las Naciones Unidas para la Vigilancia de la Tregua

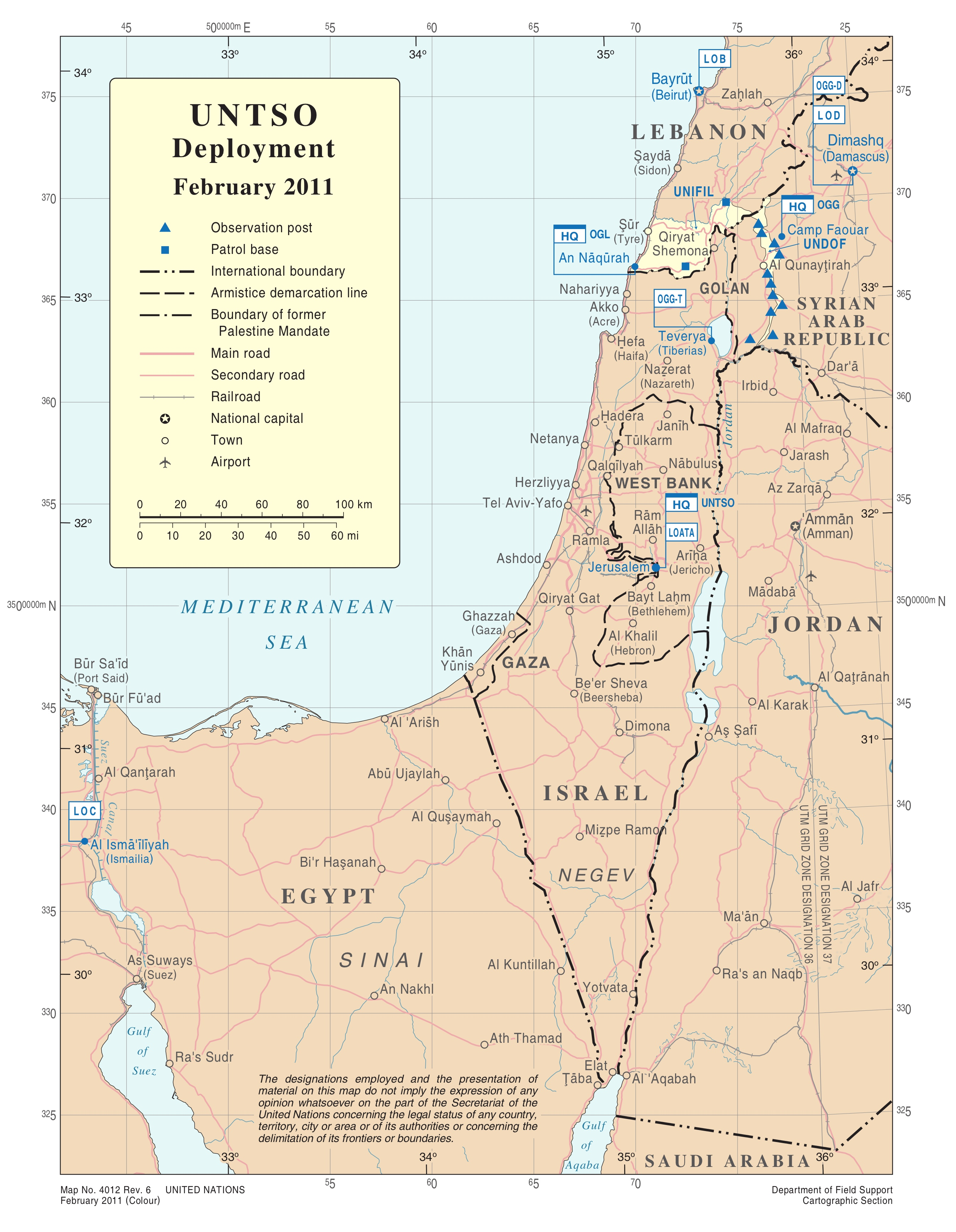
Despliegue del ONUVT a febrero de 2011.

El Organismo de las Naciones Unidas para la Vigilancia de la Tregua (también conocido como ONUVT por sus siglas en castellano, o UNTSO por sus siglas en inglés) es una entidad creada el 1948 para supervisar el alto el fuego en Oriente Medio, los acuerdos del armisticio, vigilar que ningún incidente aislado se convirtiera en el detonante de un nuevo conflicto y apoyar a otras misiones de mantenimiento de la paz de la región. El ONUVT es la operación de mantenimiento de la paz de las Naciones Unidas de mayor antigüedad, ya que fue la primera en constituirse y ha continuado desplegada hasta la actualidad.

## Historia
El ONUVT se creó el 29 de mayo de 1948 con la aprobación de la resolución 50 del Consejo de Seguridad de las Naciones Unidas. En dicha resolución el Consejo de Seguridad, instando a un cese en las hostilidades entre árabes e israelíes, decidió que la tregua debía ser supervisada por el mediador de las Naciones Unidas para Palestina ayudado por un grupo de observadores militares. El componente militar de la operación que a la larga sería conocido como el ONUVT comenzó a llegar a la región en junio de 1948. El armisticio de 1949 entre árabes e israelíes hizo que el Consejo de Seguridad aprobase la resolución 73 en la cual asignaba nuevas tareas al ONUVT y desplegaba a los efectivos por los territorios de los firmantes del armisticio: Israel, Egipto, Jordania, Líbano y Siria. En las sucesivas guerras de 1956, 1967 y 1973 los efectivos del ONUVT permanecieron en la región como fuerzas intermediadoras, si bien su mandato fue transformado por el Consejo de Seguridad a las nuevas circunstancias por medio de nuevas resoluciones.

## Despliegue
En la actualidad los efectivos del ONUVT están integrados en las dos misiones internacionales de mantenimiento de la paz que existen en la región: la Fuerza de las Naciones Unidas de Observación de la Separación situada en los Altos del Golán y la Fuerza Provisional de las Naciones Unidas en el Líbano. La dotación del ONUVT, a fecha 31 de agosto de 2011, se cifra en 145 observadores militares de 24 países diferentes que son apoyados por 94 civiles internacionales y 120 civiles locales como personal de las Naciones Unidas. Desde 1948 el ONUVT ha sufrido 50 bajas: 36 militares y 14 civiles.